# Eudoros von Alexandria
Eudoros von Alexandria (altgriechisch Εὔδωρος Eúdōros) war ein antiker griechischer Philosoph (Platoniker). Er lebte im 1. Jahrhundert v. Chr. und war einer der ersten Vertreter des Mittelplatonismus; manche Forscher betrachten ihn sogar als dessen eigentlichen Begründer.

## Leben
Über das Leben des Eudoros ist sehr wenig bekannt; vermutlich verbrachte er es in seiner Heimatstadt Alexandria. Er war ein Zeitgenosse des Peripatetikers Ariston von Alexandria und des 64/63 v. Chr. geborenen Geographen Strabon. Ariston war wesentlich älter als Strabon; er hatte anfänglich der „Alten Akademie“ des wohl 68 v. Chr. gestorbenen Philosophen Antiochos von Askalon angehört, dessen Schüler er war. Somit war Ariston ursprünglich Platoniker; später entschied er sich aber für die Lehre des Aristoteles. Hieraus ergeben sich Anhaltspunkte für die chronologische Einordnung des Eudoros, der wohl um die Mitte und in der zweiten Hälfte des 1. Jahrhunderts v. Chr. aktiv war.
Wo Eudoros seine philosophische Ausbildung erhielt, ist unbekannt. Offenbar hat er der „Alten Akademie“, der einzigen damals bestehenden Nachfolgeinstitution von Platons Akademie, nicht angehört; deren Besonderheiten, insbesondere ihre Nähe zur stoischen Philosophie in der Ablehnung der Transzendenz, sind bei ihm nicht erkennbar. Die ältere Forschungsmeinung, wonach Antiochos von Askalon, der sich zeitweilig in Alexandria aufhielt, dort eine Schule hinterließ, der Eudoros angehörte, ist überholt. Es fällt auf, dass Eudoros in den Quellen nie „Platoniker“ genannt wird, sondern „Akademiker“, eine Bezeichnung, die an die spätestens 86 v. Chr. untergegangene „Jüngere Akademie“ erinnert. Daher hat Harold Tarrant vermutet, dass er an die Philosophie der Jüngeren Akademie anknüpfte, deren Hauptmerkmal der Skeptizismus („akademische Skepsis“) war. In dem, was von seinen Ansichten überliefert ist, finden sich aber kaum brauchbare Anhaltspunkte für eine Nähe zum Skeptizismus der Jüngeren Akademie.

## Werke
Von Eudoros’ Werken sind nur Fragmente erhalten. Mehrere seiner Schriften sind aus Erwähnungen und Zitaten in Werken späterer Autoren bekannt:
- die „Einteilung der Lehre der Philosophie“, eine systematische, zusammenfassende Übersicht über die Philosophie, die nach Fragestellungen (problḗmata) geordnet war; ein bei Johannes Stobaios überliefertes Fragment behandelt die Einteilung der Ethik.[5]
- ein Kommentar zu Platons Dialog Timaios
- eine Abhandlung, in der er die Kategorien des Aristoteles kritisierte; dabei handelte es sich wohl um eine Streitschrift, nicht um einen Kommentar zu diesem Werk.[6]
- eine Schrift über die Metaphysik; unklar ist, ob es sich um eine Abhandlung über platonische Ontologie handelte oder um einen Kommentar zur Metaphysik des Aristoteles, die Eudoros auch textkritisch behandelte.[7]
- eine kosmologische und astronomische Schrift (möglicherweise in Form eines Kommentars zum astronomischen Lehrgedicht des Aratos von Soloi)
- „Über den Nil“. Der berühmte Geograph Strabon erzählt, dass ihm ein Buch über den Nil in zwei inhaltlich übereinstimmenden, nur hinsichtlich der Anordnung unterschiedlichen Fassungen vorlag. Die eine Fassung stammte von Eudoros, die andere von Ariston von Alexandria. Einer von beiden habe das Werk des anderen plagiiert; Eudoros habe Ariston beschuldigt, doch spreche die Ausdrucksweise eher für Ariston.[8]

Harold Tarrant hat die Hypothese vorgetragen, dass Eudoros der Verfasser eines anonym überlieferten mittelplatonischen Kommentars zu Platons Dialog Theaitetos sei. Seine Argumentation wurde von Jaap Mansfeld widerlegt. Auch für eine Pythagoras-Biographie und für Schrifttum zum Pythagoreismus ist Eudoros als Verfasser vermutet worden. Ferner kommt er als Autor einer Schrift in Betracht, aus der ein Fragment über Optik (Entstehung der Spiegelbilder) in einem Papyrus aus Oxyrhynchos (POxy 1609) erhalten ist; dort wird sein Timaios-Kommentar zitiert.

## Lehre
Eudoros greift auf Platons Transzendenzphilosophie zurück, womit er seine Lehre sowohl vom „akademischen Skeptizismus“ der Jüngeren Akademie als auch vom stoisch geprägten, materialistischen Weltbild der „Alten Akademie“ des Antiochos von Askalon abgrenzt. Hinsichtlich seiner Metaphysik beruft er sich auf die Pythagoreer; er nimmt an, Pythagoras habe Lehren Platons vorweggenommen. Damit erweist er sich als Vertreter der neupythagoreischen, im späteren Platonismus verbreiteten Strömung, die pythagoreisches Gedankengut mit platonischem verbindet. Teils ein pythagoreisches Konzept aufgreifend, teils Angaben Platons folgend vertritt er als Monist in der Ontologie eine Stufenordnung. Er nimmt das „Eine“ (to hen) als Urprinzip, höchste Gottheit und Ursprung von allem (einschließlich der Materie) an. Unmittelbar unter diesem völlig undifferenzierten Einen stehe ontologisch ein Paar von gegensätzlichen „Elementen“: die „Einheit“ (monás, als Gegensatz zur Vielheit) und die „unbestimmte Zweiheit“ (aóristos dyás). Dieses Paar umfasse alle polaren Gegensatzpaare, wobei die unbestimmte Zweiheit für den jeweils negativ gewerteten Pol stehe (beispielsweise für das Ungeordnete, das Unbegrenzte und das Dunkle).
In der Kosmologie deutet Eudoros Platons Ausführungen zur Weltentstehung im Timaios in übertragenem Sinne. Nach seiner Ansicht ist der Kosmos unentstanden und unvergänglich, die Vorstellung eines zeitlichen Schöpfungsakts lehnt er ab.
Die Ethik unterteilte Eudoros in drei Teile. Seine Einteilung sollte nicht nur für die Ethik im Platonismus, sondern für die Systeme aller Philosophenschulen gelten. Neben einem theoretischen Teil, dessen Gegenstand die Werte sind, und einem praktischen Teil, in dem es um die Handlungen geht, fasste er die Untersuchung des Triebs oder Handlungsimpulses (hormḗ) als gesonderten dritten Teilbereich auf. Er verwendete die damals gängige stoische Terminologie, woraus aber nicht zwangsläufig folgt, dass er stoische Positionen übernahm. Die Lehre, wonach das Ziel des menschlichen Lebens und das höchste Gut in der „Angleichung an Gott“ besteht, ist von manchen Forschern auf ihn zurückgeführt worden. Diese Bestimmung des Lebensziels knüpft an die Feststellung in Platons Theaitetos an, dass der Mensch danach streben soll, der Gottheit möglichst ähnlich zu werden. Allerdings wird die Quellenbasis für die Annahme, dass Eudoros als erster aus Platons Bemerkung eine Aussage über das Lebensziel gemacht hat, in der Forschung nicht einhellig akzeptiert. Er vertrat den rigorosen Standpunkt, dass die Eudaimonie (Glückseligkeit) ausschließlich auf dem Vorhandensein der seelischen Tugenden beruhe; die leiblichen und äußeren Güter seien keine Komponenten der Eudaimonie. Damit wandte er sich gegen Aristoteles und die Peripatetiker, die meinten, ein glückliches Leben sei ohne leibliche und äußere Güter nicht möglich.
Auf dem Gebiet der Logik trat Eudoros als Kritiker der Kategorienlehre des Aristoteles hervor. Mit ihm setzte die Kritik am aristotelischen Kategoriensystem ein, die in den folgenden Jahrhunderten in platonischen und stoischen Kreisen geübt wurde.

## Rezeption
Paul Keyser vermutet, der Autor des unechten zweiten Briefs in der Sammlung der dreizehn Platon zugeschriebenen, großenteils gefälschten Briefe sei ein Schüler des Eudoros oder zumindest mit dessen Lehren vertraut gewesen. Dieser Fälscher habe wohl auch einen erheblichen Teil der übrigen Briefe verfasst.
Areios, der Hofphilosoph des Kaisers Augustus, schätzte Eudoros’ „Einteilung der Lehre der Philosophie“; er bezeichnete sie als erwerbenswert und entnahm ihr einiges Material. Plutarch setzte sich kritisch mit der Timaios-Auslegung des Eudoros auseinander. Umstritten ist in der Forschung eine Hypothese, der zufolge in Plutarchs Dialog Über das E in Delphi die Dialogfigur Ammonios ein Konzept vorträgt, das direkt oder indirekt auf den Timaios-Kommentar des Eudoros zurückgeht. Bei dem Kirchenschriftsteller Clemens von Alexandria ist der Einfluss der „Einteilung“ deutlich erkennbar. Der Schriftsteller Achilleus, der – vermutlich im 3. Jahrhundert – eine Abhandlung „Über das All“ schrieb, die später in einer gekürzten Fassung als Einleitung zu Aratos’ Lehrgedicht diente, verwendete Eudoros’ astronomische Schrift. In der Spätantike nahm der Neuplatoniker Simplikios in seinem Kommentar zu Aristoteles’ Kategorien mehrmals auf das einschlägige Werk des Eudoros Bezug; er zählte ihn zu den „alten Auslegern“. Auch in seinem Kommentar zur Physik des Aristoteles zitierte er ihn.
In der modernen Forschung gilt Eudoros, obwohl die Reichweite seines Einflusses schwer zu bestimmen ist, als Schlüsselfigur für die Erneuerung des Platonismus am Beginn der Epoche des Mittelplatonismus. Harold Tarrant vermutet, dass der Impuls, den Eudoros der platonischen Bewegung gab, nicht auf der Originalität seiner eigenen Lehren beruhte, sondern auf seiner Fähigkeit, ältere Konzepte klar zu erläutern.

## Textausgaben
- Claudio Mazzarelli: Raccolta e interpretazione delle testimonianze e dei frammenti del medioplatonico Eudoro di Alessandria. In: Rivista di Filosofia neo-scolastica 77, 1985, S. 197–209 und 535–555 (griechischer Text der Fragmente mit italienischer Übersetzung, ohne Kommentar)